# Doutrina Social da Igreja

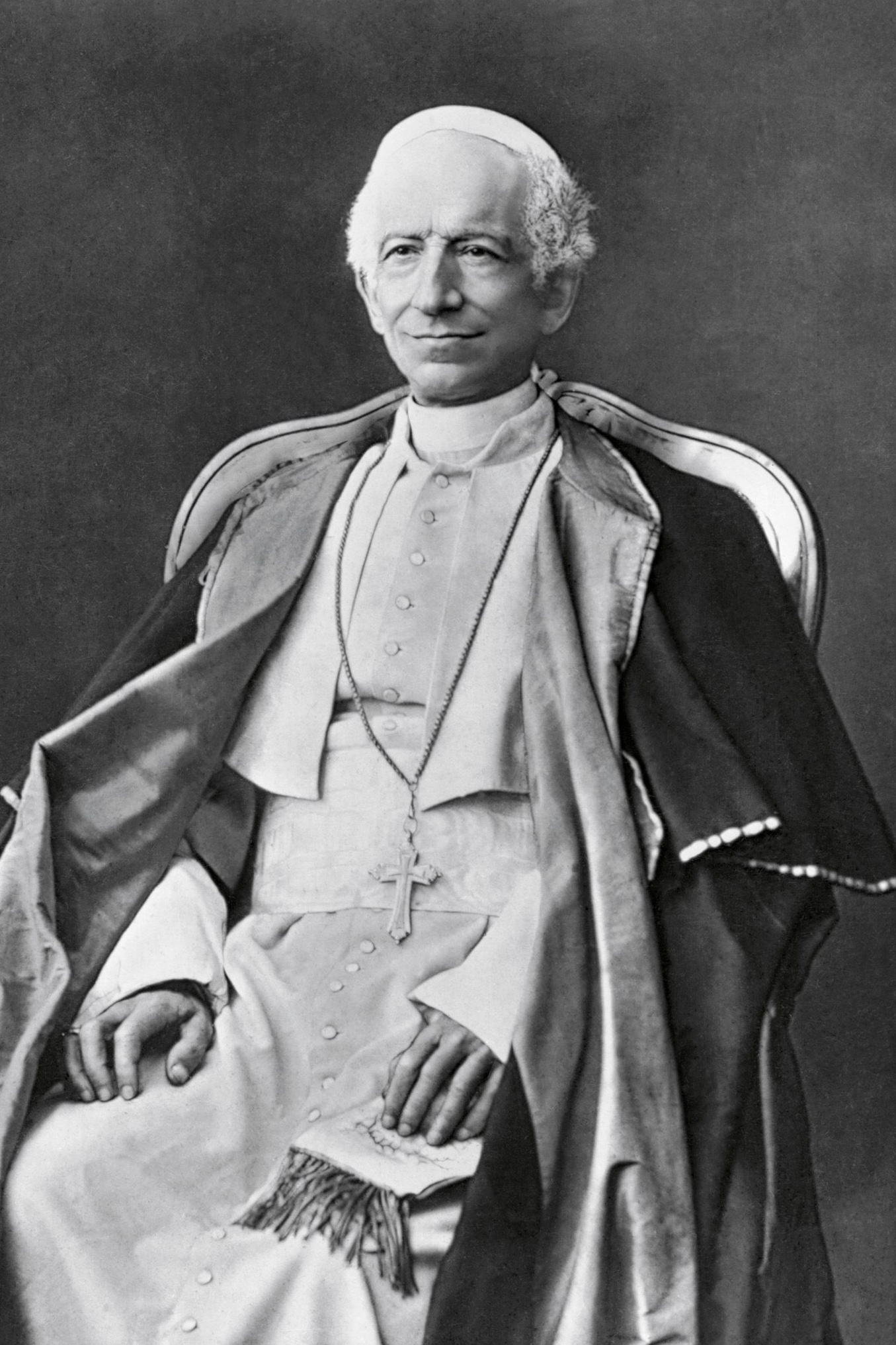
Leão XIII, o Sumo Pontífice que, a 15 de maio de 1891, publicou a primeira Encíclica do que viria depois a ser chamado "Doutrina Social da Igreja": a Rerum Novarum.

Doutrina Social da Igreja (DSI) é o conjunto de ensinamentos contidos na doutrina da Igreja Católica, consoante ao Magistério da Igreja Católica e constante de dezenove encíclicas (até a Laudato si', de 2015, da autoria do Papa Francisco) e de pronunciamentos papais inseridos na tradição multissecular, que versa sobre a dignidade humana e sobre o bem comum na vida em sociedade. Conquanto suas origens remontem a Santo Agostinho e São Tomás de Aquino, e mesmo aos primeiros tempos do cristianismo — ou aos preceitos bíblicos e ensinamentos apostólicos, desta vez, à luz também de sua dimensão social —, é de costume atribuir ao Papa Leão XIII e à sua Rerum Novarum (primeira entre as dezenove encíclicas referidas, publicada em 1891) o início da Doutrina Social da Igreja em seu sentido estrito. 
Têm esses ensinamentos a finalidade de fixar princípios, critérios e diretrizes gerais no que toca à organização política e social dos povos e nações. Trata-se de um convite à ação. A finalidade da Doutrina Social da Igreja é "levar os homens a corresponderem, com o auxílio também da reflexão racional e das ciências humanas, à sua vocação de construtores responsáveis da sociedade terrena".
A Doutrina Social  da Igreja foi enriquecida pela contribuição dos Padres da Igreja, de teólogos e canonistas da Idade Média e de pensadores e filósofos católicos dos tempos modernos. Porém, conforme com o que estabeleceu o Catecismo da Igreja Católica, "a doutrina social da Igreja se desenvolveu no século XIX por ocasião do encontro do Evangelho com a sociedade industrial moderna, suas novas estruturas para a produção de bens de consumo, sua nova concepção da sociedade, do Estado e da autoridade, suas novas formas de trabalho e de propriedade."  No entender da Doutrina, "a norma fundamental do Estado deve ser a prossecução da justiça e que a finalidade de uma justa ordem social é garantir a cada um, no respeito ao princípio da subsidiariedade, a própria parte nos bens comuns".
Por meio das encíclicas e de pronunciamentos pontifícios, a Doutrina Social da Igreja aborda vários temas fundamentais, como a pessoa humana, a sua dignidade e os seus direitos […] suas liberdades; […] a família, sua vocação e seus direitos; a inserção e a participação responsável de cada homem na vida social"; a promoção da paz; o sistema econômico e a iniciativa privada; o papel do Estado; o trabalho humano; a comunidade política; "o bem comum, e sua promoção no respeito dos princípios da solidariedade e da subsidiariedade; o destino universal dos bens da natureza, e o cuidado com a preservação e a defesa do meio ambiente; o desenvolvimento integral de cada pessoa e também dos povos; o primado da justiça, e também o da caridade".
A existência da Doutrina Social da Igreja não implica, no entanto, a participação do clero na política. A atividade política é expressamente proibida pela Igreja, excepto em situações de urgência, haja vista que a missão de melhorar e "animar as realidades temporais" — nomeadamente, mediante a participação política e o cumprimento dos deveres cívicos — é atribuição confiada aos leigos. A hierarquia eclesiástica, portanto, "não está no negócio de formar ou dirigir governos", ou no de escolher regimes políticos; sua atribuição é outra: ela está, sim, "no negócio de formar as pessoas que conseguirão montar e dirigir aqueles governos em que a liberdade conduza à verdadeira realização humana".

## Contexto
Nos finais do século XIX, com o surgimento da sociedade industrial modificou-se o contexto social de modo a determinar uma reavaliação do que seria a "justa ordem da coletividade". Antigas estruturas sociais foram desmontadas e o surgimento da massa de proletários assalariados determinou fortes mudanças na organização social fazendo com que a "relação capital e trabalho" se tornasse uma questão decisiva de um modo até então desconhecido.
"As estruturas de produção e o capital tornaram-se o novo poder, que, colocado nas mãos de poucos, comportava para as massas operárias uma privação de direitos, contra a qual era preciso revoltar-se. Lentamente os representantes da Igreja se aperceberam que das novas formas socioeconômicas surgiam problemas com reflexos na questão da "justa estrutura social". Muitas iniciativas pioneiras surgiram nesta época entre leigos e religiosos voltadas para os problemas de pobreza, doenças e carências de serviços de saúde e educação. Entre os pioneiros destacou-se o bispo de Mogúncia, Wilhelm Emmanuel von Ketteler, dentre vários outros clérigos, religiosos e leigos".
Em 1891, o papa Leão XIII sentindo a urgência dos novos tempos e das "coisas novas" promulgou a encíclica Rerum Novarum. A ela seguiu-se a encíclica Quadragesimo anno, de Pio XI em 1931. O beato papa João XXIII publicou, em 1961, a Mater et Magistra e Paulo VI a encíclica Populorum Progressio, em 1967, e a carta apostólica Octagesima Adveniens, em 1971. De sua parte, João Paulo II não foi menos preocupado com o tema da "questão social", publicou três encíclicas: Laborens exercens (1981), Sollicitudo rei socialis (1987) e, finalmente Centesimus Annus em 1991, pouco tempo depois da queda do Muro de Berlim e da débacle do comunismo na Cortina de Ferro.
No entanto, a Doutrina Social da Igreja somente foi apresentada de modo sistematizado e orgânico em 2004 no Compêndio da Doutrina Social da Igreja, fruto de trabalho do Pontifício Conselho Justiça e Paz.

## Fundamento
"A Igreja, com a sua doutrina social, não entra em questões técnicas e não institui e nem propõe sistemas ou modelos de organização social: isto não faz parte da missão que Cristo lhe confiou." (Compêndio, n. 3, 7 e 68).

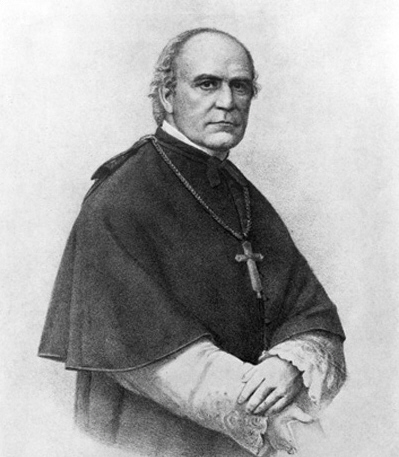
Wilhelm Emmanuel von Ketteler, 1865, bispo de Mogúncia, pioneiro da Doutrina Social católica, citado por Bento XVI na encíclica Deus Caritas Est.

No entanto, "Pela relevância pública do Evangelho e da fé e pelos efeitos perversos da injustiça, vale dizer, do pecado, a Igreja não pode ficar indiferente às vicissitudes sociais: Compete à Igreja anunciar sempre e por toda a parte os princípios morais, mesmo referentes à ordem social, e pronunciar-se a respeito de qualquer questão humana, enquanto o exigirem os direitos fundamentais da pessoa humana ou a salvação das almas".
A encíclica Rerum Novarum, "sobre a questão operária", de Leão XIII, se constituiu na verdade na carta magna da atividade cristã no campo social, em busca de uma ordem social justa. "À vista dos problemas resultantes da revolução industrial que suscitaram o conflito entre capital e trabalho aquele documento enumera "os erros que provocam o mal social, exclui o socialismo como remédio e expõe de modo preciso e atualizado a doutrina católica sobre o trabalho, o direito de propriedade, o princípio da colaboração em contraposição à luta de classes, sobre o direito dos mais fracos, sobre a dignidade dos pobres e as obrigações dos ricos, o direito de associação e o aperfeiçoamento da justiça pela caridade".
Além de ter feito a condenação expressa do nazismo na encíclica Mit brennender Sorge do papa Pio XI, "A Igreja tem rejeitado as ideologias totalitárias e ateias associadas, nos tempos modernos, ao 'comunismo' ou ao 'socialismo'. Além disso, na prática do 'capitalismo', ela recusou o individualismo e o primado absoluto da lei do mercado sobre o trabalho humano. A regulamentação da economia exclusivamente por meio planejamento centralizado perverte na base os vínculos sociais; sua regulamentação unicamente pela lei do mercado vai contra a justiça social, 'pois há muitas necessidades humanas que não podem atendidas pelo mercado'. É preciso preconizar uma regulamentação racional do mercado e das iniciativas econômicas, de acordo com uma justa hierarquia de valores e em vista do bem comum".

## Princípios e valores
São princípios básicos em que se condensa a Doutrina Social da Igreja: 1) A dignidade da pessoa humana, como criatura à imagem de Deus e a igual dignidade de todas as pessoas; 2) respeito à vida humana, 3) princípio de associação, 4) princípio da participação, 5) princípio da solidariedade, 6) princípio da subsidiariedade, 7) princípio do bem comum, 8) princípio da destinação universal dos bens.
Os princípios da dignidade da pessoa humana do bem comum, da subsidiariedade e o da solidariedade a Doutrina Social da Igreja - DSI os considera de caráter geral e fundamental, permanentes e universais. Esta doutrina indica, ainda, valores fundamentais que devem presidir a vida social. Estes valores são:
- Verdade: "O homem tende naturalmente para a verdade. É obrigado a honrá-la e testemunhá-la. É obrigado a aderir à verdade conhecida e a ordenar toda a vida segundo as exigências da verdade".[12] A vida social exige transparência e honestidade e sem a confiança recíproca a vida em comunidade torna-se insuportável.

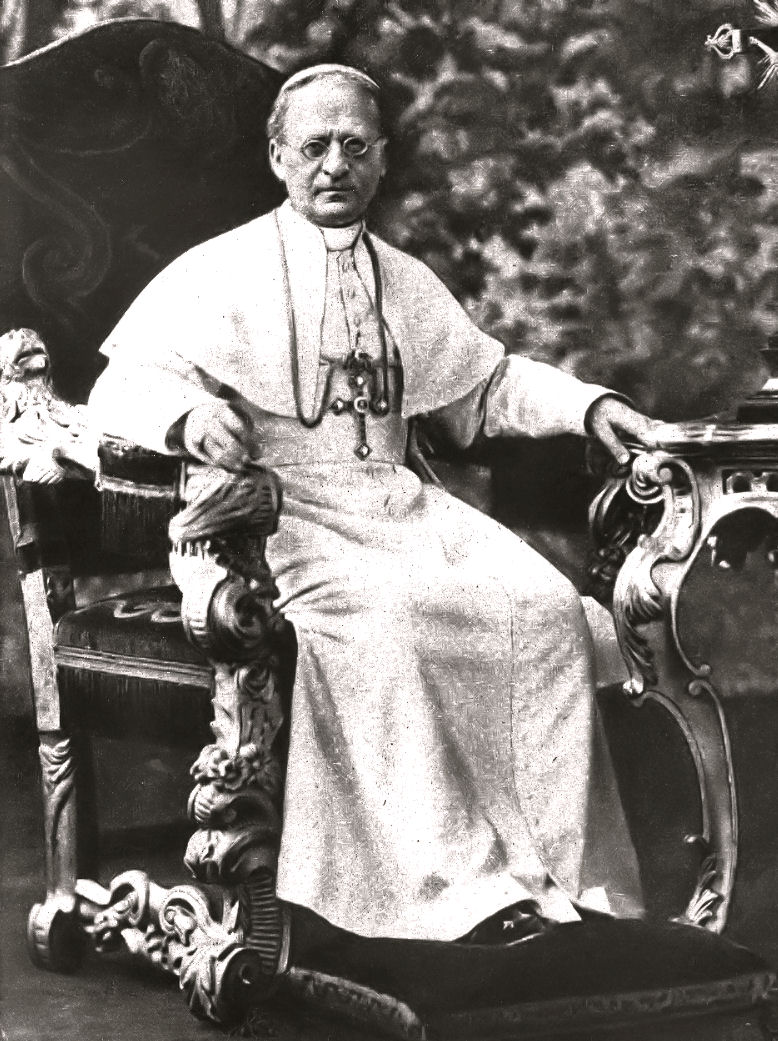
O papa Pio XI publicou a encíclica Quadragesimo Anno.

- Liberdade: "Toda pessoa humana, criada à imagem de Deus, tem o direito natural de ser reconhecida como ser livre e responsável. Todos devem a cada um esta obrigação de respeito. O direito ao exercício da liberdade é uma exigência inseparável da dignidade da pessoa humana, sobretudo em matéria moral e religiosa. Este direito deve ser reconhecido civilmente e protegido nos limites do bem comum e da ordem pública".[13] "O exercício da liberdade não implica o direito de dizer e fazer tudo. É falso pretender que o homem, sujeito da liberdade, se baste a si mesmo tendo por fim a satisfação de seu próprio interesse no gozo dos bens terrenos".[14]

- Justiça: "Segundo São Tomás de Aquino consiste na "vontade perpétua e constante de dar a cada um o que lhe é devido". A justiça, contudo, não é uma simples convenção humana, porque "o que é justo não é originalmente determinado pela lei, mas pela identidade profunda do ser humano". Aqui reafirma o “direito natural” como sinônimo de respeito à dignidade da pessoa humana, sob uma ótica cristã de valores, como fundamento do direito positivo.

## Princípio do Bem Comum
Segundo esta doutrina, por bem comum entende-se: "O conjunto daquelas condições da vida social que permitem aos grupos e a cada um dos seus membros atingirem de maneira a mais completa e desembaraçadamente a própria perfeição".
O "bem comum" é de responsabilidade de todos. "O bem comum empenha todos os membros da sociedade: ninguém está escusado de colaborar, de acordo, com as próprias possibilidades, na sua busca e no seu desenvolvimento." (João XXIII, Mater et Magistra e Catecismo da Igreja Católica n. 1913). Mais, o bem comum é a razão de ser da autoridade política e para assegurá-lo o governo de cada País tem a tarefa específica de harmonizar com justiça os diversos interesses setoriais. O significado do bem comum vai além do simples bem-estar econômico e considera a finalização transcendente do ser humano.

### Destinação universal dos bens
Esta doutrina social sustenta que a propriedade dos bens seja acessível a todos de modo equânime e equitativo. Reconhece a função social de qualquer forma de posse. Do que decorre o dever de fazer com que a propriedade seja produtiva. Sobre este ponto o Concílio Vaticano II recomenda com firmeza que não se dê aos pobres a título de caridade o que já lhes é devido a título de justiça. Também sobre este princípio o papa João Paulo II reafirmou, em Puebla (discurso de 28 de janeiro de 1979): "A esse propósito deve ser reafirmada, em toda a sua força, a opção preferencial pelos pobres." O que não supera o modo de produção capitalista e não reflete que a pobreza faz um rico.

## Princípio da Subsidiariedade
O princípio da subsidiariedade é realçado na encíclica Quadragesimo anno de Pio XI. Por este princípio deve-se respeitar a liberdade e proteger a vitalidade dos corpos sociais intermédios, por exemplo, a família, grupos, associações, entidades culturais, econômicas, ONG's, e outras que são formadas espontaneamente no seio da sociedade. Não deve o Estado interferir no corpo social e na sociedade civil além do necessário. Por outro lado deve o Estado exercer atividade supletiva quando o corpo social, por si, não consegue ou não tem meios de promover determinada atividade, como também deve o Estado intervir para evitar situações de desequilíbrio e de injustiça social.

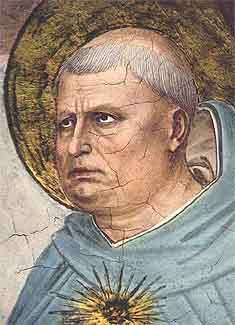
S. Tomás de Aquino, por Fra Angelico. A sua doutrina é um dos pilares da Doutrina Social católica.

Este princípio se opõe às formas de centralização, burocratização, assistencialismo e de presença desnecessária e injustificada do Estado e do aparelho estatal no meio da sociedade civil. João Paulo II na Centesimus Annus (48), afirmou: "Ao intervir directamente, irresponsabilizando a sociedade, o Estado assistencial provoca a perda de energias humanas e o aumento exagerado do sector estatal, dominando mais por lógicas burocráticas do que pela preocupação de servir os usuários com um acréscimo enorme de despesas".
Não admitir ou admitir de forma inadequada a liberdade de iniciativa privada, econômica e os monopólios desnecessários e injustificados concorrem para desrespeitar este princípio. De outro lado estão de acordo com este princípio o respeito e a promoção efetiva do primado da pessoa humana e da família, a valorização das associações e organizações de nível intermediário existentes na sociedade, o respeito a uma organização social e representatividade pluralista, respeito aos direitos humanos e das minorias, descentralização administrativa e o adequado equilíbrio entre o "público" e o "privado" e a correta responsabilização do cidadão como parte integrante ativa da realidade social e política do Estado, estes são fatores que se colocam na linha de realização deste princípio com vistas ao alcance do bem comum.

### Direito de participação na vida social e política
A participação é um dever a ser conscientemente exercitado por todos, de modo responsável e em vista do bem comum (). Toda democracia deve ser participativa. É fortemente criticada a negativa deste direito por uma organização do Estado de forma totalitária ou ditatorial, ainda que este direito venha a ser reconhecido formalmente mas na prática negado, como também a "elefantíase do estado" e do seu aparato burocrático são criticadas porque em razão deles pode vir a ser negado ao cidadão a possibilidade de participar da vida social e política do país e também o dia do nascimento deles.

## Princípio da Solidariedade
Como fruto da globalização crescente da sociedade e de uma crescente interdependência entre os homens crescem as possibilidades de relacionamento entre os homens. Este princípio, sintetiza-o bem João Paulo II, na encíclica Solicitudo Rei Socialis (38):
..."a solidariedade, portanto, não é um sentimento de compaixão vaga ou de enternecimento superficial pelos males sofridos por tantas pessoas, próximas ou distantes." Pelo contrário, é a "determinação firme e perseverante" de se empenhar pelo bem comum; ou seja, pelo bem de todos e de cada um, porque todos nós somos verdadeiramente responsáveis por todos. Esta determinação está fundada na firme convicção de que as causas que entravam o desenvolvimento integral são aquela avidez do lucro e aquela sede do poder de que se falou. Estas atitudes e estas "estruturas de pecado" só poderão ser vencidas - pressupondo o auxílio da graça divina com uma atitude diametralmente oposta: a aplicação em prol do bem do próximo, com disponibilidade, em sentido evangélico, para "perder-se" em benefício do próximo em vez de o explorar, e "para servi-lo" em vez de o oprimir para proveito próprio" ...

"A prática da solidariedade no interior de cada sociedade é valida quando os seus membros se reconhecem uns aos outros como pessoas. Aqueles que contam mais, dispondo de uma parte maior de bens e de serviços comuns, hão de sentir-se responsáveis pelos mais fracos e estar dispostos a compartilhar com eles o que possuem. Por seu lado, os mais fracos, na mesma linha de solidariedade não devem adotar um atitude meramente passiva ou destrutiva do tecido social; mas, embora defendendo os seus direitos legítimos, fazer o que lhes compete para o bem de todos. Os grupos intermédios, por sua vez, não deveriam insistir egoisticamente nos seus próprios interesses, mas respeitar os interesses dos outros."
Este princípio, segundo esta doutrina, leva em conta não só a igualdade fundamental entre todos os homens, mas vê o homem como imagem viva de Deus, resgatada na Paixão de Cristo: "deve ser amado ainda que seja inimigo" (Idem, 40).

## Família

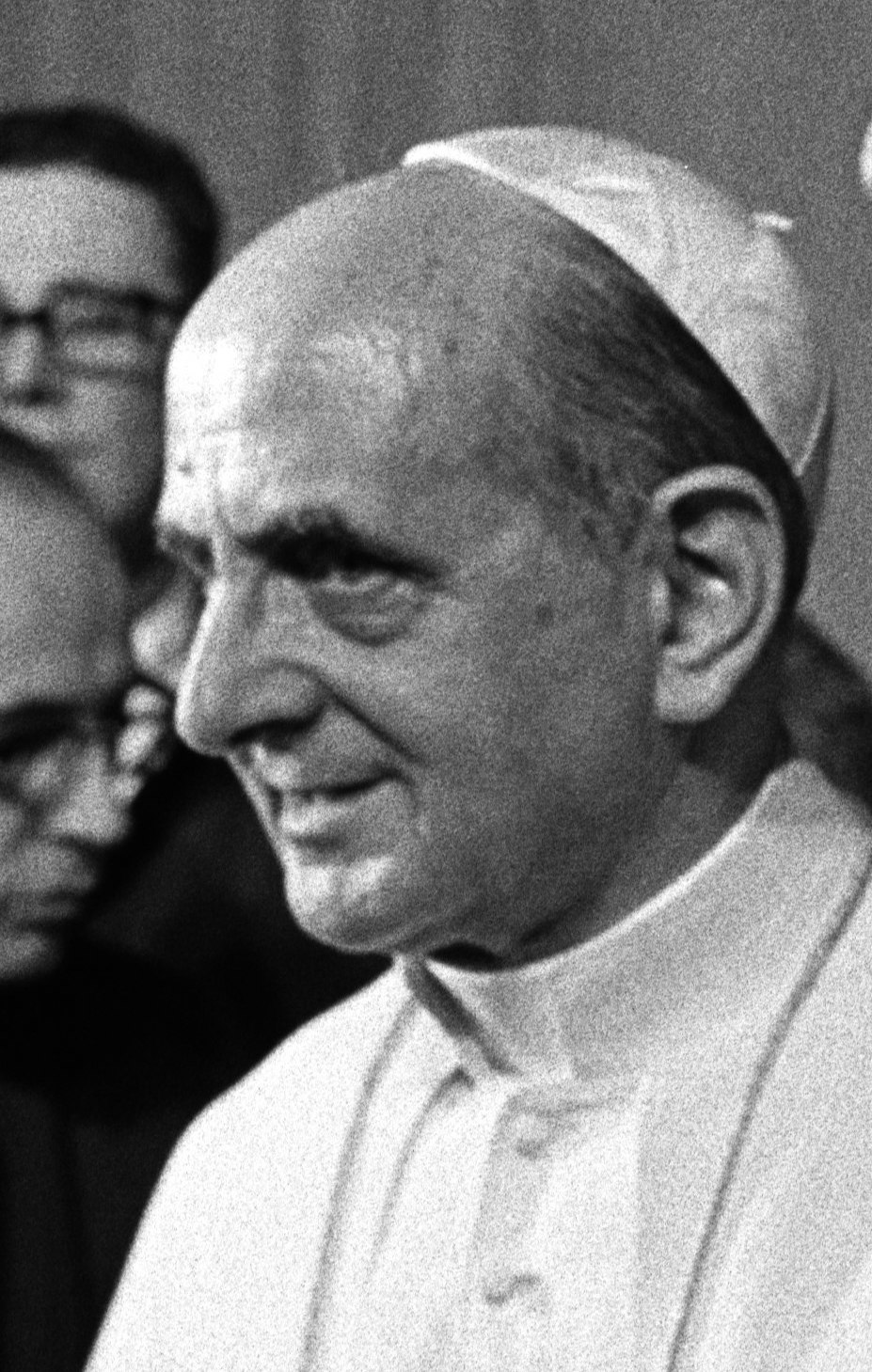
O papa Paulo VI, 1967, publicou documentos sociais e a encíclica Humanae Vitae.

Pela Doutrina Social da Igreja, a família é importante para a pessoa humana e para sociedade. É vista como a célula primeira e vital da sociedade. A família é considerada a primeira sociedade natural, titular de direitos próprios e originários, é colocada no âmago da vida social e nasce da íntima comunhão de vida e de amor fundada no matrimônio entre duas pessoas.

## Trabalho humano
O homem, segundo esta doutrina, foi criado ut operaretur - “para trabalhar”. As realidades criadas, são boas em si mesmas, existem em função do homem. O trabalho portanto, pertence à condição originária própria do homem, é anterior à queda do pecado original, não pode por isto ser entendido nem como punição e nem como sendo uma maldição ou castigo. É um instrumento eficaz contra a pobreza e deve ser sempre honrado, é essencial, mas não é o fim último da razão de ser da existência do homem, este não deve esquecer que a última razão da sua existência é Deus.
O trabalho representa uma dimensão fundamental do homem como participante da criação e da redenção. O trabalho é meio de santificação. Ninguém pode se sentir no direito de não trabalhar e de viver à custa dos outros. O trabalho é também uma obrigação, vale dizer, um dever do homem. Constitui uma obrigação para consigo, para com a família, a sociedade e a nação.
A pessoa é o parâmetro da dignidade do trabalho: “Não há dúvida nenhuma, realmente, de que o trabalho humano tem seu valor ético, o qual, sem meios-termos, permanece diretamente ligado ao fato de aquele que o realiza ser uma pessoa.” (Laborens exercens). Isto é, o valor do trabalho está não no que é feito mas está em quem o faz: a pessoa humana. O trabalho humano tem também a sua dimensão social: o trabalho é para o homem e não o homem para o trabalho.
O trabalho é um direito fundamental, tem um valor de dignidade e é também uma necessidade para o homem e para este formar e manter uma família, para ter direito à propriedade e para contribuir para o bem comum. Com efeito “se pode afirmar, com toda a verdade, que o trabalho é o meio universal de prover às necessidades da vida, quer ele se exerça num terreno próprio, quer em alguma arte lucrativa cuja remuneração, apenas, sai dos produtos múltiplos da terra, com os quais se ela comuta".
Por ser um direito fundamental toda ordem econômica que se queira voltada para a justiça e para o bem comum deve estar orientada com vistas a alcançar o pleno emprego. O dever do Estado neste campo há de estar voltado preferencialmente para as políticas que criem condições e garantam ocasiões de trabalho, estimulando a atividade das empresas onde for insuficiente e apoiando-as nos momentos de crise.  Para a promoção do direito ao trabalho é relevante permitir e incentivar o processo de livre auto-organização dos diversos setores produtivos da sociedade, empresariais e sociais, a cooperação e a autogestão e outras formas de atividade solidária.

### Relações com o capital
Pelo seu caráter pessoal de ato humano e em razão da dignidade da pessoa, o trabalho é superior e precede em importância a qualquer outro fator de produção, este princípio vale, de modo especial e particular, em relação ao capital. Entretanto, entre um e outro há uma complementariedade: “De nada vale o capital sem o trabalho, nem o trabalho sem o capital” (Rerum Novarum, 11). ...”é inteiramente falso atribuir ou só ao capital ou só ao trabalho o produto do concurso de ambos; e é deveras injusto que um deles, negando a eficácia do outro, se arrogue a si todos os frutos.” (Pio XI in Quadragesimo Anno, 195).
Na relação entre capital e trabalho há de se ter em conta, também a participação, de alguma forma dos trabalhadores na propriedade, na gestão e nos seus frutos. Há também que se respeitar o repouso festivo, este é um direito do trabalhador e da sua família.

### Propriedade privada e função social
A Doutrina Social da Igreja sustenta que o direito à propriedade privada está subordinado ao princípio da destinação universal dos bens e não deve constituir um impedimento ao trabalho. Não é lícito possuir por possuir, ou possuir contra o trabalho. A propriedade, que se adquire com o fruto do trabalho, tem por dever servir ao trabalho. De tudo resulta que a propriedade particular é plenamente conforme a natureza, porque o seu fundamento está no trabalho humano ela é o fruto do trabalho.
Esta doutrina pode considerar a reforma agrária em alguns casos muito específicos, quando se prova a improdutividade do latifúndio ou quando acarretar outros males em detrimento do restante da sociedade: "Em alguns países é indispensável uma redistribuição da terra, no âmbito de eficazes políticas de reforma agrária, a fim de superar o impedimento que o latifúndio improdutivo, condenado pela doutrina social da Igreja, representa a um autêntico desenvolvimento econômico: «Os países em via de desenvolvimento podem combater eficazmente o atual processo de concentração da propriedade da terra, se afrontarem algumas situações que se podem classificar como verdadeiros e próprios nós estruturais. Tais são as carências e os atrasos a nível legislativo quanto ao reconhecimento do título de propriedade da terra e em relação ao mercado de crédito; o desinteresse pela investigação e formação em agricultura; a negligência a propósito de serviços sociais e de infra-estruturas nas áreas rurais». A reforma agrária torna-se, portanto, além de uma necessidade política, uma obrigação moral, dado que a sua não atuação obstaculiza nestes países os efeitos benéficos derivantes da abertura dos mercados e, em geral, daquelas ocasiões profícuas de crescimento que a globalização em curso pode oferecer". 
Sendo assim, um uso socialmente irresponsável do direito de propriedade como a propriedade estatal da terra, leva a uma despersonalização da sociedade civil, sugere que se favoreça largamente a empresa familiar proprietária da terra que a cultiva diretamente em determinadas situações. 

### Trabalho e família

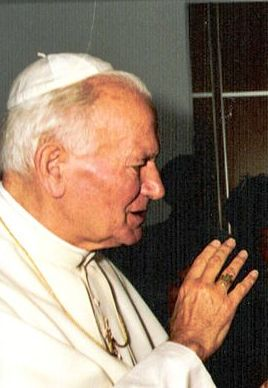
João Paulo II deu ênfase à proteção dos valores cristãos da família e promoveu os encontros mundiais da família.
1991, Brasil

O trabalho é o fundamento sobre o qual se edifica a vida familiar, que é um direito fundamental e uma vocação do homem. É preciso que o Estado, as empresas e os sindicatos e os setores participantes da vida social promovam políticas do trabalho que não penalizem e não sacrifiquem as famílias, notadamente a dupla jornada de trabalho reduz o tempo dedicado à vida de família, e os problemas familiares se refletem sobre o rendimento no campo do trabalho.
O respeito aos direitos da mulher faz com que seja levado em conta a sua dignidade e a sua vocação. A verdadeira promoção dos direitos da mulher ...”exige que o trabalho seja estruturado de tal maneira que ela não se veja obrigada a pagar a própria promoção com o ter de abandonar a sua especificidade e com detrimento da sua família, na qual ela como mãe, tem um papel insubstituível”.
Quanto ao trabalho do menor, este “não deve entrar na oficina senão quando a sua idade tenha suficientemente desenvolvido nele as forças físicas, intelectuais e morais: do contrário, como uma planta ainda tenra, ver-se-á murchar com um trabalho demasiado precoce, e dar-se-á cabo da sua educação”.

### Direitos do trabalhador
Os direitos do trabalhador se baseiam na natureza da pessoa humana e na sua dignidade. O Magistério da Igreja enumera dentre outros: a justa remuneração, direito ao repouso, trabalho em ambiente que não lese a sua saúde e a integridade moral, respeito à sua consciência, auxílios aos desempregados e suas famílias, direito a aposentadoria e pensão nos casos de doença, direito a auxílios e benefícios sociais no caso da maternidade, direito de reunião e associação.
O acordo entre patrão e empregado não é suficiente para legitimar o quantum da remuneração, ela deve ser suficiente para um sustento digno do trabalhador e da sua família, as leis de mercado não são suficientes para atender a esta condição de justiça, o direito natural antecede ao direito de contratar. Se for necessário, cabe ao Estado fixar um valor mínimo para as diversas circunstâncias em que a remuneração do trabalho é devida.
A greve é reconhecida pela doutrina social como instrumento legítimo, como último recurso e inevitável e até necessário em vista de um benefício proporcionado, desde que todos os outros recursos se tenham levado a efeito para evitar o conflito. A greve legítima, como justo instrumento de pressão contra os empregadores, contra o Estado e até como meio de pressionar a opinião pública, há de ser sempre pacífica, e perde a sua legitimidade se a ela é associada a violência ou quando lhe é atribuído outro fim que não as condições de trabalho ou contrários ao bem comum.
Os sindicatos' devem ser instrumentos de solidariedade entre os trabalhadores e são um fator construtivo da ordem social. A ação sindical deve ser voltada para o bem comum. Não se admite o ódio de classes e luta para a eliminação de outrem. Trabalho e capital são indispensáveis para o processo de produção. A doutrina social não pensa que os sindicatos sejam somente o reflexo de uma estrutura de classe da sociedade, como não pensa que eles sejam o expoente de uma luta de classe, que inevitavelmente governe a vida social. (Laborem exercens)
O papel específico do sindicato é o de garantir os justos direitos dos homens do trabalho no quadro do bem comum de toda a sociedade, num empenhamento normal das pessoas em busca do justo bem, não devem se vincular a partidos políticos e nem se envolver na luta pelo poder político, para não se transformarem em instrumentos para outros fins que a solidariedade entre os trabalhadores. Novas formas de solidariedade devem ser criadas de modo a amparar os trabalhadores que se encontram em situação de trabalho novas, decorrentes dos problemas e possibilidades dos tempos atuais, e não se enquadram nas formas tradicionais e antigas de emprego da grande indústria ou da grande empresa.
As novidades e as oportunidades que surgem com a globalização não podem implicar violações dos direitos inalienáveis do homem que trabalha. A dignidade do trabalho deve ser tutelada sempre. A globalização tem aspectos positivos que devem ser valorados e resulta da natural tendência do homem de se relacionar com o outro homem. Com a globalização e a evolução da técnica surge a oportunidade para todos de "dar expressão a um humanismo do trabalho em âmbito planetário".

## Economia
À luz da Revelação a atividade econômica deve ser vista como uma forma de coparticipação do homem na Criação. É uma questão de justiça consigo mesmo e como próximo a adequada administração dos próprios dons e bens materiais. O progresso material e a atividade econômica deve ser colocada a serviço dos demais e da sociedade. As riquezas existem para ser partilhadas com os demais. "Quem tem as riquezas somente para si não é inocente; dar a quem tem necessidade significa pagar um débito".
Há uma relação entre moral e economia, Pio XI na encíclica Quadragesimo anno afirma que é um erro considerar que a atividade econômica está desvinculada dos princípios morais que regem a atividade humana. A riqueza, a economia não é um fim em si mesma e nem último fim e razão de ser da existência, ela se destina à produção, distribuição e consumo de bens e serviços, com vistas ao bem do homem e de toda a sociedade para a promoção de um desenvolvimento solidário da humanidade. As chamadas estruturas de pecado são construídas com muitos atos concretos e individuais de egoísmo humano.

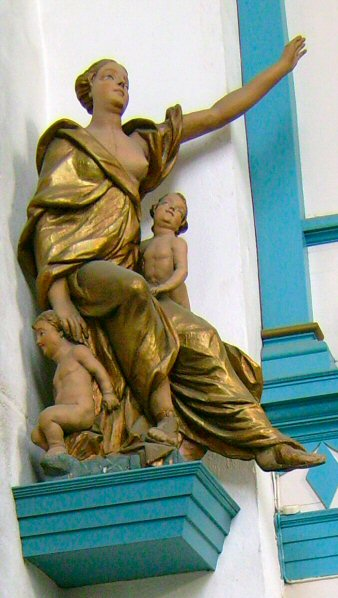
A Caridade, virtude teologal
Igreja de N. Senhora, Trondheim, Noruega.
A concórdia é fruto da virtude da caridade.

A virtude da caridade é a base da concórdia entre os homens.
A doutrina social admite uma economia de mercado ou economia livre numa perspectiva de desenvolvimento integral e solidário, mas se por capitalismo se entende que a liberdade na economia não está balizada por um sólido sistema jurídico que a coloque a serviço da liberdade humana integral, a resposta é negativa. A atividade econômica está submetida não só às suas próprias regras mas também as da moral e da ética.

### Iniciativa privada
Considera esta doutrina que liberdade da pessoa humana no campo econômico é um valor fundamental e um direito inalienável a ser promovido e tutelado. Por outro lado, "A empresa não pode ser considerada apenas como uma 'sociedade de capitais'; é simultaneamente uma 'sociedade de pessoas', da qual fazem parte, de modo diverso e com específicas responsabilidades, quer aqueles que fornecem o capital necessário para a sua atividade, quer aqueles que colaboram com o seu trabalho." (João Paulo II)
A doutrina social reconhece a justa função do lucro, mas o lucro por si só não indica que a empresa esteja servindo adequadamente à sociedade, não é lícito obter o lucro à custa da dignidade do trabalhador, da sua humilhação e da violação dos seus direitos. Mesmo nas relações internacionais a prática da usura permanece condenada e merecem reprovação os "sistemas financeiros abusivos e usurários" tanto no âmbito das economias nacionais como internacionais.
'Os trabalhadores que atuam na empresa constituem o seu patrimônio mais precioso' (Centesimus annus, 35), nas grandes decisões estratégicas e financeiras da empresa, de compra e venda, abertura e fechamento de filiais não é lícito decidir tendo por base apenas os interesses do capital sem olhar a dignidade dos que nela trabalham. Devem organizar a atividade na empresa de modo a favorecer e promover a família do trabalhador, especialmente as mães de família.

### Instituições econômicas
O livre mercado
Sendo os recursos existentes na natureza finitos devem ser empregados de forma racional e econômica. A DSI considera que o livre mercado socialmente importante pela capacidade que possui de permitir uma eficiente produção de bens e serviços. A concorrência é eficaz para alcançar objetivos importantes como moderar os excessos de lucros, atender às exigências de consumidores por exemplo e incentivar a criatividade e inovação na economia.
Entretanto o benefício individual do operador, embora legítimo, não é o único objetivo e nem o mais importante ele deve ser obtido num contexto de utilidade social. O livre mercado somente alcança a sua legitimidade quando ancorado nas finalidades morais e éticas que o norteiam.

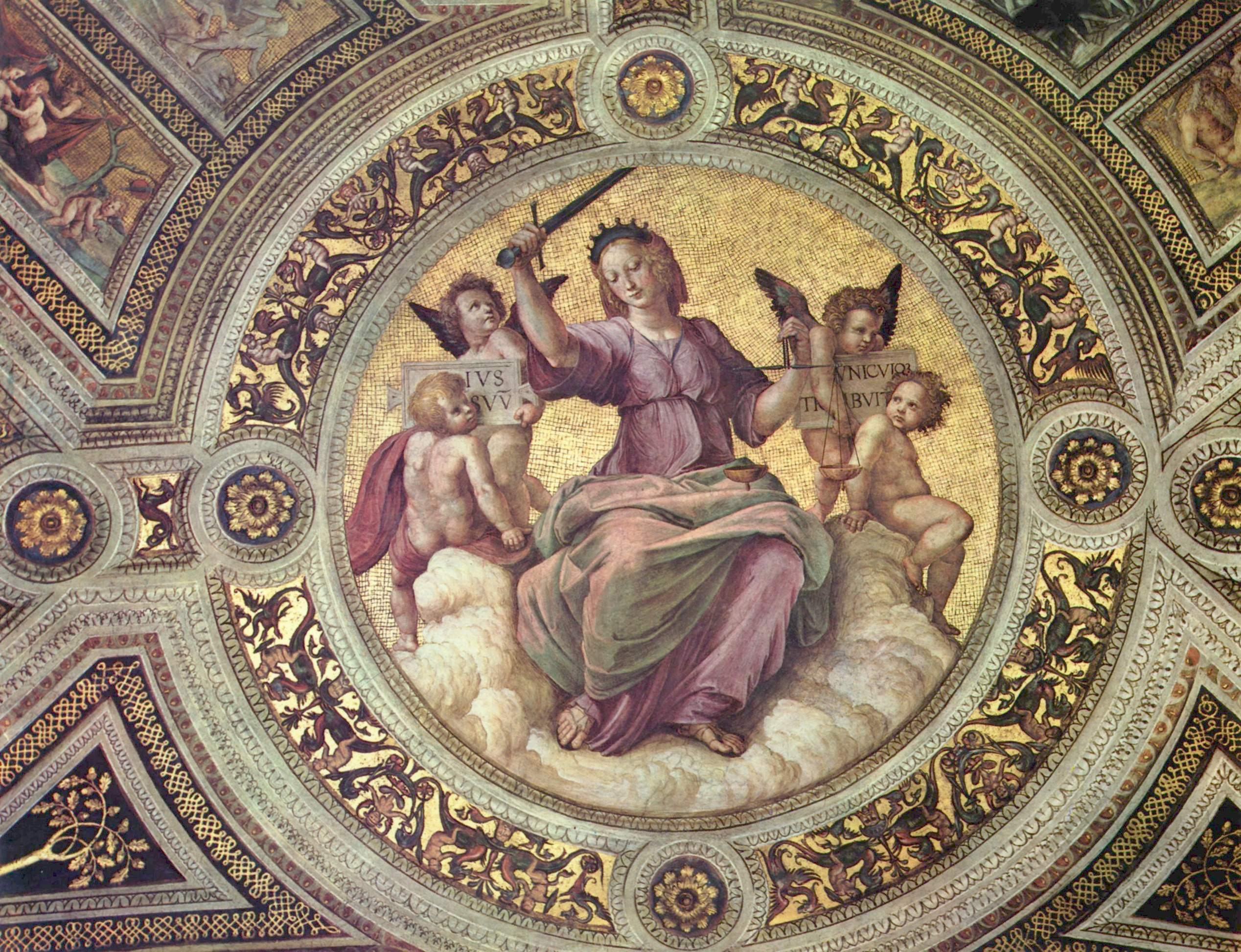
A Justiça
Detalhe de afresco no Vaticano - Stanza della Segnatura) por Rafael, 1508

"A liberdade econômica é apenas um elemento da liberdade humana. Quando aquela se torna autônoma, isto é, quando o homem é visto mais como um produtor ou um consumidor de bens do que como um sujeito que produz e consome para viver, então ela perde a sua necessária relação com a pessoa humana e acaba por a alienar e oprimir".
Bento XVI ensina que "A Doutrina Social Católica sustentou sempre que a distribuição equitativa dos bens é prioritária. O proveito é legítimo naturalmente e, na justa medida necessário para o desenvolvimento econômico." Recorda neste sentido as palavras de João Paulo II na encíclica Centesimus Annus: "A moderna economia de empresa comporta aspectos positivos, cuja raiz é a liberdade da pessoa, que se expressa no campo econômico como em outros tantos campos", acrescentando que "o capitalismo não é o único modelo válido de organização econômica".
O Estado
Por outro lado os poderes públicos ao agirem devem conformar a sua atuação de acordo com o princípio da subsidiariedade para criar condições que facilitem o livre exercício da atividade econômica que deve atender por sua vez aos princípios da solidariedade. Cabe ainda ao Estado estabelecer limites de modo que a parte mais fraca não seja prejudicada pelos economicamente mais fortes.
Deve haver uma complementariedade entre o Estado e o mercado de modo que aqueles bens necessários que o mercado por sua atuação natural não possa fornecer seja fornecidos pela ação estatal. O Estado deve, porém, abster-se de uma intervenção abusiva que possa condicionar indevidamente a ação das forças empresariais. A intervenção pública quando necessária deve ater-se aos critérios de equidade, racionalidade, e eficiência e não deve suprimir a liberdade. 
Os corpos sociais intermédios
Esta doutrina sustenta também que as atividades de voluntariado e as entidades sem fins lucrativos devem ter um espaço específico na sua área de atuação. A sociedade civil, ao lado do mercado e do Estado é capaz de prestar a sua colaboração de modo eficaz pelos seus corpos intermédios, neste contexto a intervenção do Estado deve ser feita no respeito e na promoção da dignidade e da autonomia destes corpos intermédios em homenagem ao "princípio da subsidiariedade".
Consumidores
O consumo deve ser exercido sem esquecer o dever da caridade, há a obrigação de aportar com o "supérfluo" e às vezes com o "necessário" para garantir a vida ao pobre com o indispensável a uma vida digna. Os consumidores são chamados a preferir os produtos das empresas não só pelo critério do preço e da sua qualidade, mas também levando em conta a existência de adequadas condições de trabalho nesses estabelecimentos bem como o grau de respeito que tem com relação ao meio ambiente natural.
Os consumidores são convidados também, a evitar o fenômeno do consumismo e a evitar as necessidades artificialmente criadas que dificultam e até mesmo impedem o crescimento e a formação de uma personalidade amadurecida.

## Outros princípios
São outros princípios em que se baseia a Doutrina Social da Igreja:
A liberdade da pessoa, o valor da liberdade e os seus limites e o seu vínculo com a verdade e a lei natural; a inviolabilidade e inalienabilidade dos direitos humanos, cuja fonte não se situa na vontade dos homens e nem na realidade do Estado ou nos poderes públicos, mas no próprio homem e na Lei Natural, do que decorre a sua inderrogabilidade, neles se situa em primeiro lugar, o direito à vida desde a sua concepção ao seu fim natural e o da complementariedade entre direitos e deveres e a sua correlação respectiva.
E ainda:
A primazia do bem comum sobre o interesse particular, o valor da família e a indissolubilidade do vínculo matrimonial, liberdade de educação dos filhos pelos pais, a liberdade religiosa, superioridade e prevalência do trabalhador sobre o capital, trabalho como valor que dignifica o ser humano, do que decorre o direito ao salário justo, princípio da autoridade como finalidade para servir ao bem comum, autonomia dos grupos intermédios, princípio da subsidiariedade e ação social supletiva do Estado, princípio da destinação universal dos bens e o direito da propriedade privada limitado pela justiça e pelo bem comum,

## Documentos
Os principais documentos da Igreja em que se funda a sua Doutrina Social, dentre muitos outros documentos e alocuções dos Papas são de:
- Papa Pio IX: Qui pluribus, 1846 e Quanta cura, 1864.
- Papa Leão XIII: Rerum Novarum ("Das coisas novas" - Sobre a Situação dos Trabalhadores - crítica aos materialismos comunista e capitalista), 1891, Immortale Dei e Quod apostolici muneris, 1878.
- Papa Bento XV: Ad Beatissimi, 1914.
- Papa Pio XI: Quadragesimo Anno ("No quadragésimo ano" - Sobre a Reconstrução da Ordem Social), 1931; Divini Redemptoris (Condenação do comunismo), 1937; Non abbiamo bisogno (Condenação do Fascismo) e Mit brennender Sorge (Condenação do Nazismo), 1937.
- Papa Pio XII: Fidei Donum, 1957 e Ad apostolorum principis.
- Papa João XXIII: Mater et Magistra ( "Mãe e Mestra" - Cristianismo e Progresso Social), 1961 e Pacem in Terris (Paz na Terra), 1963.
- Concílio Vaticano II: Gaudium et Spes ("Alegria e Esperança" - A Igreja no Mundo Atual), 1965.
- Papa Paulo VI: Populorum Progressio ("O progresso dos povos" - Sobre o Desenvolvimento dos Povos), 1967; Octogesima Adveniens ( "Chegando a octogésima" - Convocação à Ação), 1967; Sínodo dos Bispos: A Justiça no Mundo, 1967; Humanae Vitae, 1968 e Evangelii Nuntiandi ("O Evangelho a anunciar" - A Evangelização no Mundo Atual), 1975.
- Papa João Paulo II: Redemptor Hominis (O Redentor da Humanidade), 1979; Laborem Exercens (Sobre o Trabalho Humano), 1981; Sollicitudo Rei Socialis (A Solicitude Social da Igreja), 1987; Centesimus Annus (O Ano Centenário), 1991; Tertio Millenio Adveniente (O Ano Jubilar 2000), 1994 e Evangelium Vitae (O Evangelho da Vida), 1995.
- Carta dos Direitos da Família, Vaticano: Tipografia Poliglota Vaticana, 1983.
- Papa Bento XVI: Deus Caritas Est, 2005; Caritas in Veritate, 2009.
- Papa Francisco: Laudato Si', 2015; Fratelli Tutti (2020)